# Stacja węzłowa
Stacja węzłowa – rodzaj stacji kolejowej, z której wybiegają co najmniej trzy szlaki kolejowe, czyli możliwy jest wyjazd w co najmniej trzech kierunkach.
Na stacji węzłowej łączą się przynajmniej dwie linie kolejowe, a więc zbiegają się szlaki z co najmniej trzech kierunków.
Istnieje wiele stacji węzłowych, o zróżnicowanych układach torowych.
Niejednokrotnie linie kolejowe zbiegające się z tego samego kierunku ku stacji węzłowej są dodatkowo łączone przy pomocy torów umożliwiających przejazd z pominięciem stacji węzłowej, czyli tzw. łącznic.